# Instituto do Patrimônio Histórico e Artístico do Estado do Rio Grande do Sul
O Instituto do Patrimônio Histórico e Artístico do Estado do RS (IPHAE) é o órgão no estado do Rio Grande do Sul responsável pela preservação dos bens considerados de relevância história e/ou artística. 

## História
O primeiro órgão voltado para a defesa do patrimônio histórico estadual, a Divisão de Cultura do estado, foi criada em 1954, dentre cujas funções estava prevista a preservação da arquitetura notável e do folclore.
No ano de 1964 foi criada a Diretoria do Patrimônio Histórico e Artístico do Estado do RS, como um departamento da Divisão de Cultura, que de 1979 em diante passou a se denominar Coordenadoria do Patrimônio Histórico e Artístico do Estado, nome que voltaria a ser mudado em 1990, quando as coordenadorias, através da Portaria nº 11/90, passaram a constituir Institutos, designação que perdura até hoje.
O primeiro tombamento realizado foi a Ponte 25 de Julho, na cidade de São Leopoldo, em 1980. Em 2007 o Instituto já tem 97 bens tombados em todo o estado.

## Atuação
Em 1983 todas as atividades de caráter patrimonial no RS foram integradas em um Sistema Estadual de Preservação do Patrimônio Cultural, do qual o Instituto faz parte como órgão supervisor, orientador, técnico e executivo, inclusive interligando o Sistema a associações civis, a órgãos correspondentes em outros estados da Federação, a instâncias federais de preservação, e mesmo entidades internacionais.
Conforme reza o Decreto Estadual nº 31.049, de 12 de janeiro de 1983, são objeto de interesse do Sistema e do Instituto: 
"I - os acervos bibliográfico, documental, artístico, administrativo, jornalístico, notarial e eclesiástico, ligados significativamente à formação histórica, social cultural e administrativa do Estado;
II - os objetos culturais marcantes da vida pregressa da gente rio-grandense, de suas etnias, culturas e miscigenações e de seus costumes, trabalhos, artes, ferramentas, utensílios, indumentária e armamento;
III - os bens representativos de atividades pioneiras no desenvolvimento dos setores primário, secundário e terciário do Estado, e no de sua infra-estrutura material, social e administrativa;
IV - as obras artísticas de autores rio-grandenses ou aqui produzidas, representativas das diversas fases artístico-culturais marcantes para o Estado;
V - as manifestações folclóricas, em todos os seus aspectos;
VI - as peças de valor paleontológico, arqueológico e antropológico;
VII - as áreas de relevante significação histórica, arqueológica ou paleontológica;
VIII - as reservas biológicas, os parques, as florestas naturais, a flora e a fauna nativas;
IX - as construções urbanas, suburbanas e rurais, de expressivo significado histórico, arquitetônico ou técnico;
X - os monumentos naturais, os sítios e as paisagens de feição notável, e que, por suas características, devam merecer resguardo por motivos preservacionistas, educacionais, científicos ou de lazer públicos."
XI - Promover a cultura e distribuição de verbas sem qualquer critério técnico, seguindo apenas o gosto pessoal dos responsáveis pelo órgão;
A ação principal do Instituto se define no tombamento do bem considerado de interesse público, seja ele material ou imaterial. O Instituto ainda orienta ações de restauro e cooperação técnica, auxilia na instrução de processos municipais de tombamento e preservação, mantém publicações voltadas ao patrimônio e a sua preservação e dá assessoria para projetos de preservação que visam obter patrocínio das Leis de Incentivo à Cultura, e para órgãos federais.